# トケ・タランギ
トケ・トゥフキア・タランギ（Toke Tufukia Talagi、1951年1月9日 - 2020年7月14日）は、ニウエの政治家。同国首相を2008年から2020年まで12年間務めたほか、副首相、財務大臣、文部大臣などを歴任した。ニウエには政党がないため無所属である。

## 来歴
1951年1月9日生まれ。マッセー大学にて農業科学の学士号を得ている。1991年より領事を務め、1999年より国会議員。2005年の総選挙では対立候補と得票数が同じになり、勝者を決めるクジ引きで当たりを引きなんとか議席を維持した。2008年の総選挙では難なく再選している。
2008年6月19日、ニウエ議会にて、長きにわたり首相を務めていたヤング・ヴィヴィアンを14票対5票棄権1票で破り首相に選ばれた。同年開催の太平洋諸島フォーラムの議長に選出され、2009年5月には北海道で行われた第五回日本・太平洋諸島フォーラム首脳会議にて、内閣総理大臣である麻生太郎とともに共同司会者を務めた。
タランギ政権下の2011年11月、ニウエはポリネシア・リーダーズ・グループの設立メンバーになった。これは文化・言語・教育・気候変動への対応・貿易・投資、などを含む様々な問題に対して協力することを意図して作られた地域連合である。
2020年5月30日に執行された議会総選挙にて落選。6月10日にダルトン・タンゲランギが後任に選出され、12年間務めた首相を退任した。
晩年は闘病しながら首相職を務めていた。首相退任からわずか1カ月後の7月第2週にオークランド病院に搬送されたが、7月12日にニウエに帰国。家族に見守られる中、7月14日に死去した。69歳没。
ニウエのラグビー協会の会長も務めた。